# Micrixalus mallani
Micrixalus mallani é uma espécie de anfíbio anuro da família Micrixalidae. Está presente na Índia. A UICN classificou-a como em perigo crítico.